# Памятник турецким воинам (Баку)
Памятник турецким воинам в Баку (азерб. Bakı Türk Şəhidliyi) — расположенный на Аллее шахидов в Баку монумент воинам Кавказской исламской армии, павшим в битве за город Баку в 1918 году. Открытие памятного комплекса состоялось 9 апреля 2000 года при участии президентов Азербайджана и Турции. Автором монумента является архитектор Гусейн Бутунер.

## История
Битва за Баку между Кавказской исламской армией под командованием турецкого генерала Нури-паши и вооружёнными формированиями Азербайджанской Демократической Республики, с одной стороны, и вооружёнными формированиями Бакинской коммуны (Диктатуры Центрокаспия) и британского экспедиционного корпуса под командованием генерала Лионеля Денстервиля, с другой произошла в сентябре 1918 года за контроль над городом Баку. В результате боевых действий британские войска и Диктатура Центрокаспия вынуждены были оставить Баку, который стал столицей АДР. В результате битвы пали около 2000 турецких воинов.
Проект монументального комплекса, который планировалось воздвигнуть в память азербайджанских и турецких воинов, погибших во время битвы за Баку, был подготовлен ещё в 1918 году, во времена Азербайджанской Демократической Республики. По случаю годовщины освобождения Баку Кавказской исламской армией 15 сентября 1919 года состоялось внеочередное заседание парламента Азербайджана, после чего члены парламента отправились на Нагорное кладбище (ныне — Аллея шахидов) и вместе с членами правительства заложили фундамент монумента. Однако в результате Бакинской операции и советизации Азербайджана в апреле 1920 года строительство памятника осталось незавершённым.

## Памятник

### Создание и открытие
После восстановления государственной независимости Азербайджана было принято решение о возведении мемориального памятника на территории Аллеи шахидов на основании взаимной договоренности глав государств Азербайджана и Турции. Многие из турецких и азербайджанских солдат, погибших в боях за Баку в сентябре 1918 года, похоронены в районе этого кладбища.
Автор памятника — архитектор Гусейн Бутунер. Строительные работы проводились под руководством военного атташе Турции в Азербайджане бригадного генерала Садыга Эрджана.
Строительство комплекса началось 24 июня 1999 года, церемония открытия состоялась 9 апреля 2000 года, где приняли участие президент Азербайджана Гейдар Алиев и президент Турции Сулейман Демирель.
10 апреля 2000 года на встрече с турецкой делегацией Гейдар Алиев заявил, что лично распорядился выделить для памятника этот участок, так как здесь в прошлом были похоронены турецкие военные. По словам Алиева, несмотря на то, что памятник был создан ещё в начале 1999 года, он должен был открыться только тогда, когда в Баку приедет Сулейман Демирель. Когда после создания памятника Демирель в первый раз приезжал в Баку, то у него, как заявил Гейдар Алиев, не было времени и возможности принять участие в открытии, и поэтому президенты открывали памятник уже в следующий приезд президента Турции.

### Описание комплекса

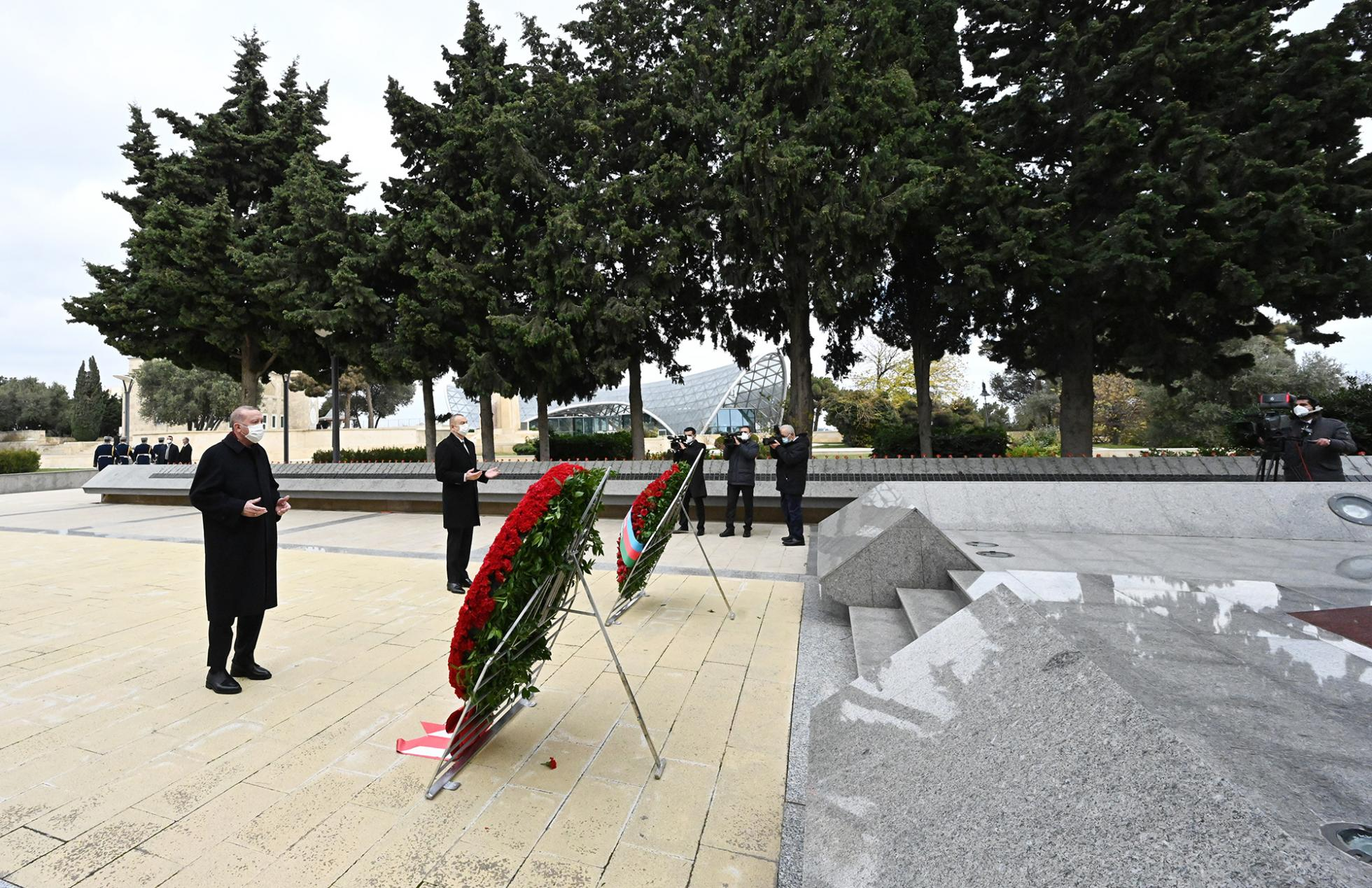
Президенты Азербайджана и Турции Ильхам Алиев и Реджеп Тайип Эрдоган у памятника турецким воинам в 2020 году

Мемориальный комплекс воздвигнут на площади 854 квадратных метра перед мечетью Шахидов. В его облике использованы огузско-сельджукские архитектурные элементы. Прямоугольный комплекс с трёх сторон окружён деревьями и декоративными кустарниками. Имена погибших турецких и азербайджанских бойцов выгравированы на 1130 мраморных табличках с прикрепленной по прямой с внутренней стороны позолоченной звездой. Дорога, ведущая к памятнику, выложена андезитом, а обочины дороги выложены гульбагским камнем (особый мелкопористый известняк).
В верхней части комплекса расположена основная часть памятника — обелиск из красного мрамора высотой 7 метров, размещённая в центре квадратной площадки размером 8,25×8,25 м из белого мрамора. Обелиск шириной у основания 2 метра представляет собой восьмиугольную призму. Ширина камня сужается кверху. На четырёх сторонах камня выгравированы звезда и полумесяц, а на противоположной стороне выгравированы памятные надписи на азербайджанском и турецком языках. Позади обелиска воздвигнуты государственные флаги Азербайджана и Турции.
По словам Садыга Эрджана, у входа в комплекс планировалась также установка специального экрана, с которого говорилось бы о данном памятнике и озвучивалось бы стихотворение азербайджанского поэта Рамиза Дуйгуна «Спаситель знамени».
Памятник во время своих официальных визитов в Баку посещали президенты Турции, а также члены турецких делегаций.